# Philip Gould, Baron Gould of Brookwood
Philip Gould, Baron Gould of Brookwood (* 30. März 1950 in Beddington; † 6. November 2011 in London) war ein britischer Politiker und früherer Werbemanager. Er war politischer Berater (Consultant)  sowie Strategie- und Wahlberater der Labour Party bei den Britischen Unterhauswahlen 1987,  1992, 1997, 2001 und 2005.

## Leben

### Familie und Ausbildung
Gould wuchs in Woking auf, wo sein Vater Schulleiter war. Er fiel bei seinem 11-plus-Examen durch und besuchte eine Secondary Modern School, die Knaphill Secondary Modern School. Beide Elternteile standen politisch Mitte-links und seine Großmutter mütterlicherseits, eine Künstlerin, die aus den Niederlanden stammte, war kommunistisch orientiert. Er verließ die Schule im Alter von 16 Jahren mit einem GCE Ordinary Level (General Certificate of Education) und arbeitete zunächst bei einem Bauunternehmen. Er nahm anschließend seine Schulausbildung wieder auf und besuchte das East London College in Toynbee Hall, wo er vier Advanced Level erlangte. Ab 1971 studierte er an der University of Sussex Politikwissenschaften und erwarb dort 1974 einen Bachelor-Abschluss. Im Anschluss besuchte Gould die London School of Economics (LSE), wo er 1976 mit einem Master of Science (MSc) im Fach „Geschichte des politischen Denkens“ (History of Political Thought) abschloss. Er wurde an der LSE von dem Politikwissenschaftler Michael Oakeshott betreut. Als Gastprofessor (Visiting Professor) kehrte er später wieder an die LSE zurück. Ein weiteres Diplom erwarb er an der London Business School.

### Karriere
Gould arbeitete nach Abschluss seines Studiums zunächst in der Werbebranche. Von 1979 bis 1981 war Gould Direktor von Tinker and Partners. Er war von 1981 bis 1983 Gründungsdirektor von Brignull LeBas Gould. 1985 war er Management Director von Doyle Dane Bernbach.
1985 gründete er mit seiner Frau Gail Reck (später CEO von Random House UK), die er an der University of Sussex kennengelernt hatte, das Beratungsunternehmen Philip Gould Associates; diese Agentur, spezialisiert auf Politik- und Strategieberatung für Parteien, betrieb er zunächst von zu Hause aus. In dieser Zeit lernte er auf einer Dinner-Party den Labour-Politiker Peter Mandelson kennen.
Von Mandelson ernannt, stellte Gould für die Labour Party die Shadow Communications Agency zusammen, mit der für die Labour Party die Kampagne zur Unterhauswahl 1987 betrieben wurde. Dies führte zu einer einflussreichen Position Goulds innerhalb der Labour Party unter Neil Kinnock und Tony Blair. Ideologische Auseinandersetzungen lehnte er ab. Er ersetzte wie in den USA Meinungsumfragen durch politische „Fokus-Gruppen“, einer Gruppe von bis zu 20 Wählern, die während einer zweistündigen Sitzung Angelegenheiten diskutierten. Von Blair wurde er dafür gelobt, seinen Reden für Konferenzen mehr Klarheit gegeben zu haben. Er war daran beteiligt, das Emblem der Partei zu ändern. 1990 beriet er Daniel Ortega bei der Präsidentschaftswahl im selben Jahr, der jedoch bei der Wahl unterlag. Bei traditionell eingestellten Teilen der Partei galt er als unbeliebt. Oftmals warfen sie ihm vor, für die enge Verbindung der Partei mit Spin-Doctoren verantwortlich zu sein. Auch bei Verbündeten geriet er zeitweise in die Kritik. Nach der Wahlniederlage von Labour bei der Unterhauswahl 1992 stand er in der Kritik. Während der kurzzeitigen Leitung der Partei durch John Smith geriet Gould in den Hintergrund. Daraufhin ging er für einige Zeit in die USA, um Bill Clinton zu beraten. 1995 geriet ein Memo Goulds kurz vor der TUC-Konferenz (Trades Union Congress) an die Öffentlichkeit. Es besagte, dass Labour noch nicht wieder für die Regierungsverantwortung bereit sei.
Auf den Rat von Gould hin wählte Blair als Motto der 1997er Kampagne „Beruhigung, Beruhigung, Beruhigung“. Nach dem Wahlsieg bei der Unterhauswahl 1997 schloss sich Gould mit James Carville zusammen, der zuvor Bill Clinton beraten hatte. Mit diesem gründete er eine transatlantische Beratungsfirma. Infolgedessen nahm er auch wieder eine wichtigere Rolle in der Partei ein.
Nach der Veröffentlichung seines Buchs The Unfinished Revolution: How the Modernisers Saved the Labour Party (1998) schlug er die Zusammenlegung von Labour und den Liberal Democrats vor, mit dem Ziel der Einheit aller anti-konservativen Kräfte in Großbritannien. Dies, so sagte er, solle die Gründung eines „progressiven Jahrhunderts“ ermöglichen, eines Jahrhunderts, „in dem sich progressive Politik etablieren kann und in welchem die große Mehrheit der arbeitenden Menschen Hilfe und Unterstützung erhält...nicht hin und wieder, sondern regelmäßig“, im Gegensatz zum vorangegangenen „konservativen Jahrhundert“.
Auch gab er zu, einige Memos selbst an die Öffentlichkeit gegeben zu haben, um seinen Einfluss zu demonstrieren. Er war der Verfasser eines an die Öffentlichkeit gelangten Memos, das 2000 New Labour als „kontaminiert“ beschrieb.

## Mitgliedschaft im House of Lords
Gould wurde am 7. Juni 2004 zum Life Peer als Baron Gould of Brookwood, of Brookwood in the County of Surrey ernannt. Seine offizielle Einführung ins House of Lords erfolgte am 19. Juli 2004. Seine Antrittsrede hielt er am 29. November 2004.
Als Themen von politischem Interesse nannte er auf der Webseite des Oberhauses Sicherheitspolitik und Bildungspolitik. Er sprach im House of Lords zu Gesetzentwürfen zum Thema Rassismus, zur Einführung von Personalausweisen, zur Beziehung zwischen Wählern und Parlament, zur Charta der BBC, zum Terrorismus sowie zur Education and Inspections Bill.
Am 18. Juli 2006 meldete er sich dort zuletzt zu Wort. An einer Abstimmung beteiligte er sich zuletzt am 12. Oktober 2011.
Gould war ab 2004 zunächst relativ regelmäßig im House of Lords anwesend. Seine Anwesenheit lag im Vergleich insgesamt im mittleren Bereich. Vermutlich krankheitsbedingt gab es erhebliche Schwankungen bei seiner Anwesenheit. Ab 2008 war eine deutliche Abnahme der Sitzungstage zu verzeichnen.

## Weitere Ämter
Bei Freud Communications war Gould 2008 Stellvertretender Vorsitzender (Deputy Chairman). Er war Mitglied des Treuhandrates (Trustee) der Royal Parks Foundation und Mitglied des Aufsichtsrates (Advisory Board) von Pepsico.

## Krankheit und Tod
2008 wurde bei Gould Speiseröhrenkrebs festgestellt. Nachdem er sich einer Chemotherapie unterzogen hatte und operiert worden war, kehrte er Anfang 2010 in die Politik zurück. Kurz vor einem Interview mit Andrew Marr in der TV-Sendung der BBC am 18. September 2011 wurde bekannt, dass die Behandlung gegen Krebs, der dreimal erneut ausbrach, erfolglos war und dass er nur noch einige Monate zu leben hatte. Er diskutierte dies ausführlich in dem Interview. Kurz vor seinem Tod verfasste er ein autobiografisches Buch mit dem Titel When I Die.
Er starb am 6. November 2011 im Royal Marsden Hospital in London. Aus seiner Ehe mit Gail Rebuck gingen zwei Töchter hervor, Grace und Georgia. An seiner Trauerfeier am 15. November 2011 nahmen unter anderem Tony Blair, Cherie Blair, Gordon Brown, Sarah Brown, Ed Miliband, David Miliband, Peter Mandelson, Neil Kinnock, Glenys Kinnock, Baroness Kinnock of Holyhead, Jack Straw und Yvette Cooper teil.

## Veröffentlichungen
- The Unfinished Revolution: How the Modernisers Saved the Labour Party, Abacus, 1999, ISBN 0-349-11177-4
- When I Die, Little Brown Books Group, 2012, ISBN 978-1408703984